# Бородатка червоновола
Бородатка червоновола (Capito wallacei) — вид дятлоподібних птахів родини бородаткових (Capitonidae). Вперше виявлений у 1996 році, а формально описаний у 2000 році.

## Поширення
Ендемік Перу. Трапляється лише у Національному парку Кордильєра-Асул в департаменті Лорето. Живе у гірському вологому лісі на висоті понад 1250—1540 м над рівнем моря.

## Опис
Дрібний птах завдовжки до 19 см. Верхня частина голови та шия червона. Вузька чорна смуга відокремлює червоний лоб від дзьоба; ця смуга розширюється у верхній частині голови і проходить через очі до боків шиї. Передня верхня частина тіла чорна з боків, посередині спини червоний колір на жовтий, далі переходить у жовтяво-білий. Хвіст верхньої сторони чорний, з нижньої сторони — коричневий. Горло і верхня частина грудей білі. На грудях проходить широка червона смуга. Черево жовте, підхвістя біле. Самиці схожі на самців, але мають білі цятки на чорній смузі біля очей.

## Спосіб життя
Живе у верхньому ярусі лісів. Живиться плодами дерев, рідше комахами. Сезон розмноження припадає на період з березня по травень.